# Суворов, Пётр Анатольевич
Пётр Анатольевич Суворов (1925—2011) — советский воин-пехотинец в Великой Отечественной войне, Герой Советского Союза (15.01.1944). Полковник (15.04.1975).

## Биография
Пётр Суворов родился 25 августа 1925 года в деревне Революция (ныне не существует, находилась на территории современного Мантуровского района Костромской области). После окончания шести классов школы работал в колхозе. В январе 1943 года Суворов был призван на службу в Рабоче-крестьянскую Красную Армию. С июня того же года — на фронтах Великой Отечественной войны.
К осени 1943 года сержант Пётр Суворов был пулемётчиком 467-го стрелкового полка 81-й стрелковой дивизии 61-й армии Центрального фронта. Отличился во время битвы за Днепр. В ночь с 30 сентября на 1 октября 1943 года он переправился через Днепр в районе деревни Глушец Лоевского района Гомельской области Белорусской ССР и принял активное участие в боях за захват и удержание плацдарма на его западном берегу, отразив большое количество немецких контратак.
Указом Президиума Верховного Совета СССР «О присвоении звания Героя Советского Союза генералам, офицерскому, сержантскому и рядовому составу Красной Армии» от 15 января 1944 года за «образцовое выполнение боевых заданий командования по форсированию реки Днепр и проявленные при этом мужество и героизм» сержант Пётр Суворов был удостоен высокого звания Героя Советского Союза с вручением ордена Ленина и медали «Золотая Звезда».
После окончания войны Суворов продолжил службу в Советской Армии. В 1945 году он окончил Ульяновское танковое училище, в 1956 году — Военную академию бронетанковых войск. В 1973 году в звании подполковника Суворов был уволен в запас. Проживал и работал в Москве. Умер 6 февраля 2011 года, похоронен на Котляковском кладбище Москвы.
Был также награждён орденом Отечественной войны 1-й степени и рядом медалей.